# Registration Data Access Protocol
Das Registration Data Access Protocol (RDAP) ist ein Netzwerkprotokoll, das von einer working group der Internet Engineering Task Force (IETF) 2015 standardisiert wurde. Es soll den Nachfolger des WHOIS-Protokolls bilden, das zum Recherchieren des Domainnamens, der IP-Adresse, und der Autonomous System Number (ASN) von Internetressourcen dient.